# أورلين نوريس
أورلين نوريس (بالإنجليزية: Orlin Norris)‏ من مواليد 4 أكتوبر 1965 في لوبوك، هو ملاكم أمريكي سابق بدأ مسيرته الاحترافية سنة 1986.

## إحصائيات
خاض خلال مسيرته 70 نزالا، فاز في 57 وتعادل في 1 وخسر في 10. فاز بالضربة القاضية في 30 نزالا.

## روابط خارجية
- أورلين نوريس على موقع بوكس ريك (الإنجليزية) (registration required)